# 罗捷
罗捷（法語：Rottier，法語發音：[ʁɔtje]）是法国德龙省的一个市镇，属于迪镇区。

## 地理
罗捷（44°28'28"N, 5°24'47"E）面积8.54 平方千米，位于法国奥弗涅-罗讷-阿尔卑斯大区德龙省，该省份为法国东南部内陆省份，北起顺时针与伊泽尔省、上阿尔卑斯省、上普罗旺斯阿尔卑斯省、沃克吕兹省和阿尔代什省接壤。
与罗捷接壤的市镇（或旧市镇、城区）包括：拉沙尔斯、科尔尼亚克、乌勒河畔科尔尼永、埃斯塔布莱、拉莫特沙朗孔。

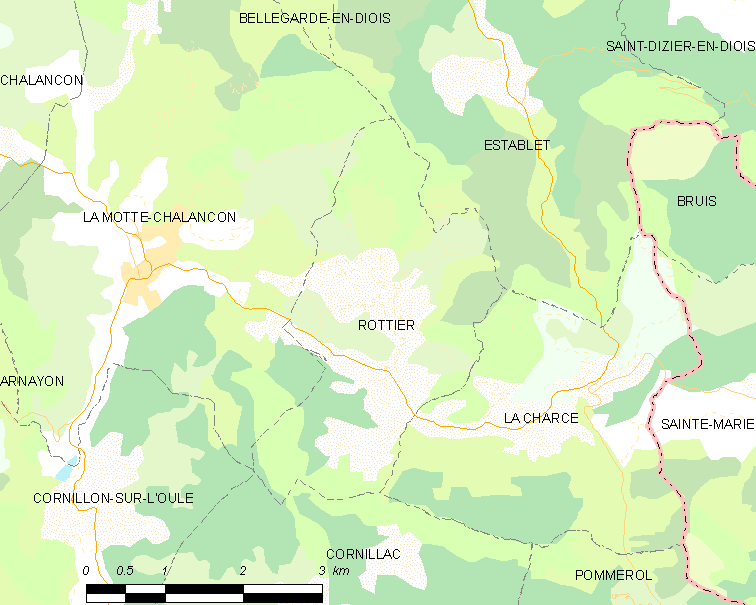
罗捷的OSM定位图

罗捷的时区为UTC+01:00、UTC+02:00（夏令时）。

## 行政
罗捷的邮政编码为26470，INSEE市镇编码为26283。

## 政治
罗捷所属的省级选区为迪瓦县。

## 人口

1962-2008年间罗捷人口变化图示

罗捷于2022年1月1日时的人口数量为25人。